# آنا ماريا بامبيرغر
آنا ماريا بامبيرغر (بالرومانية: Ana Maria Bamberger)‏ هي كاتبة مسرحية وكاتِبة رومانية، ولدت في 12 نوفمبر 1966.